# ليفي فيشر أميس
ليفي فيشر أميس (بالإنجليزية: Levi Fisher Ames)‏ هو فنان أمريكي، ولد في 1843، وتوفي في 1923.